# استان بیله‌جک
بیله‌جک نام یکی از استان‌های ترکیه است که مرکز آن هم شهری است به همین نام.

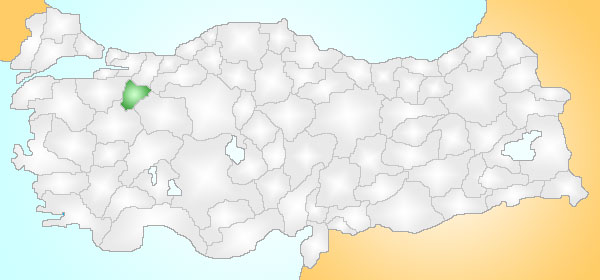
محل استان بیله‌جک

## نگارخانه

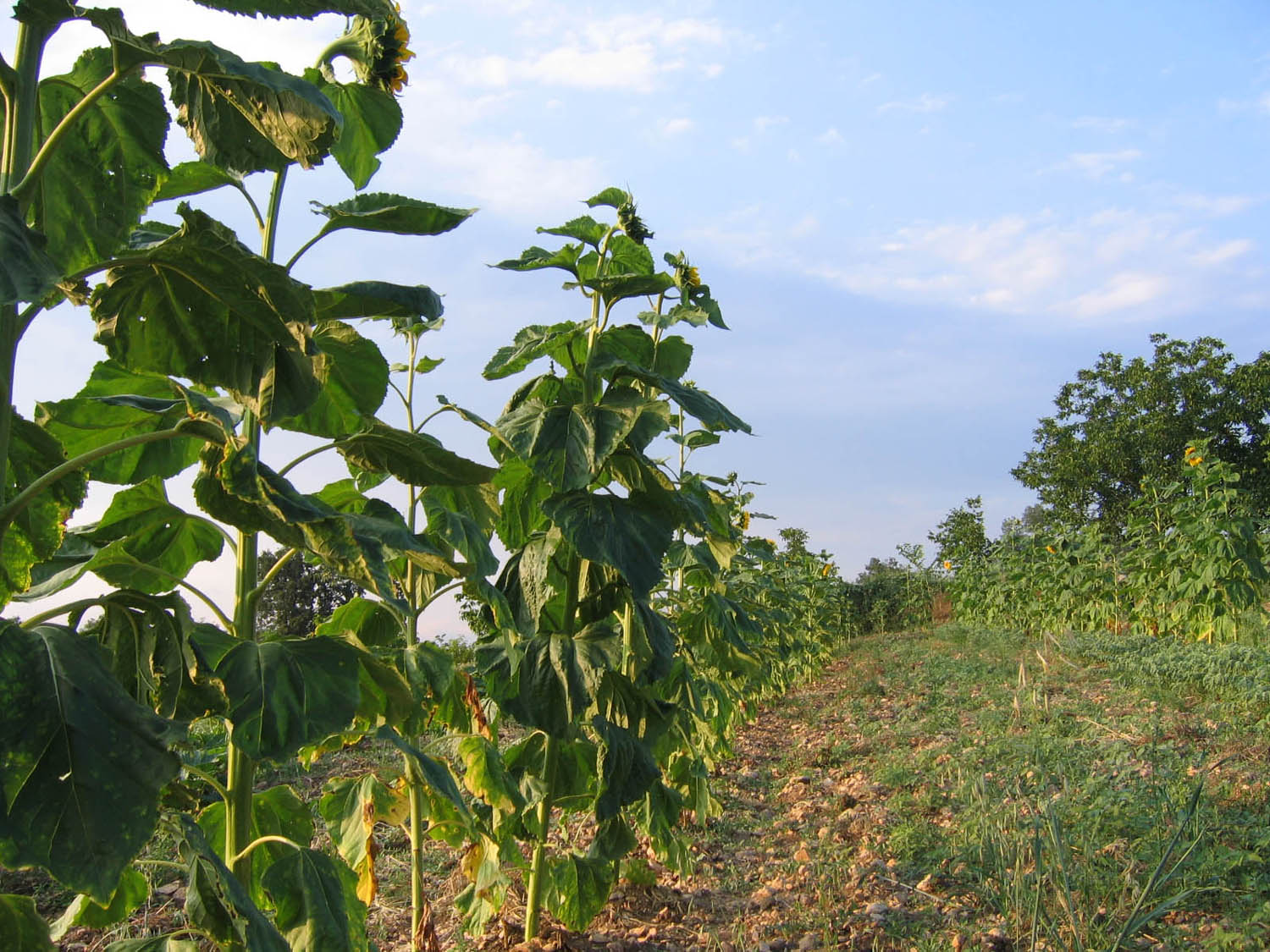
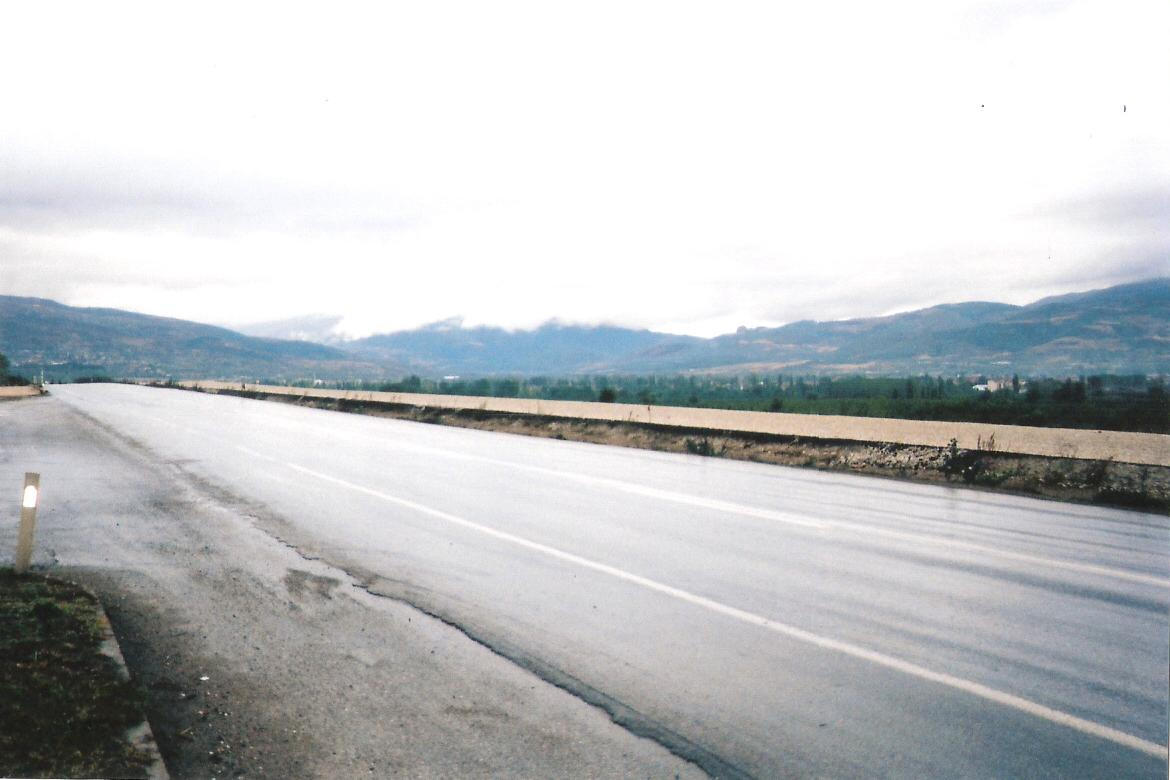
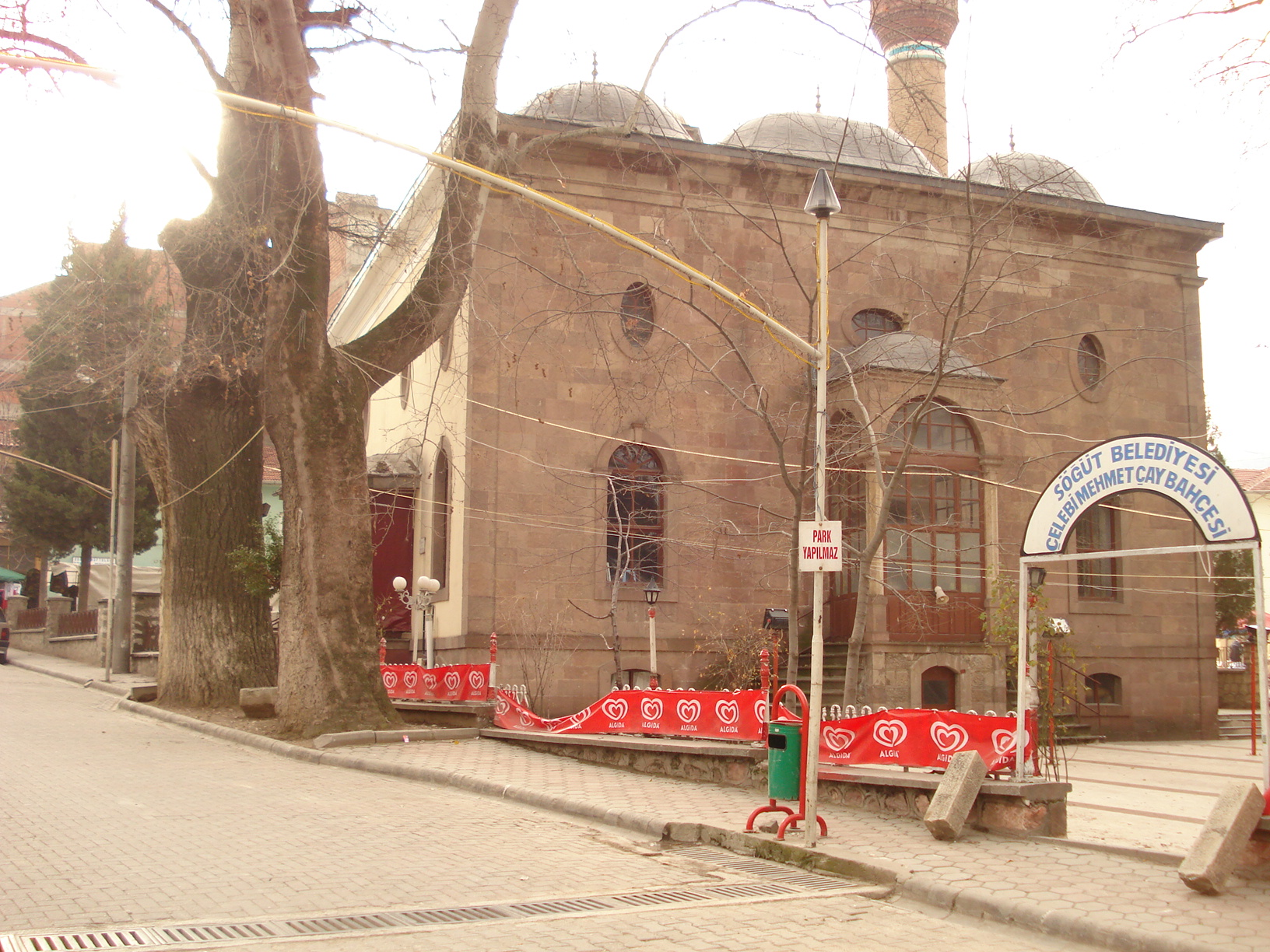
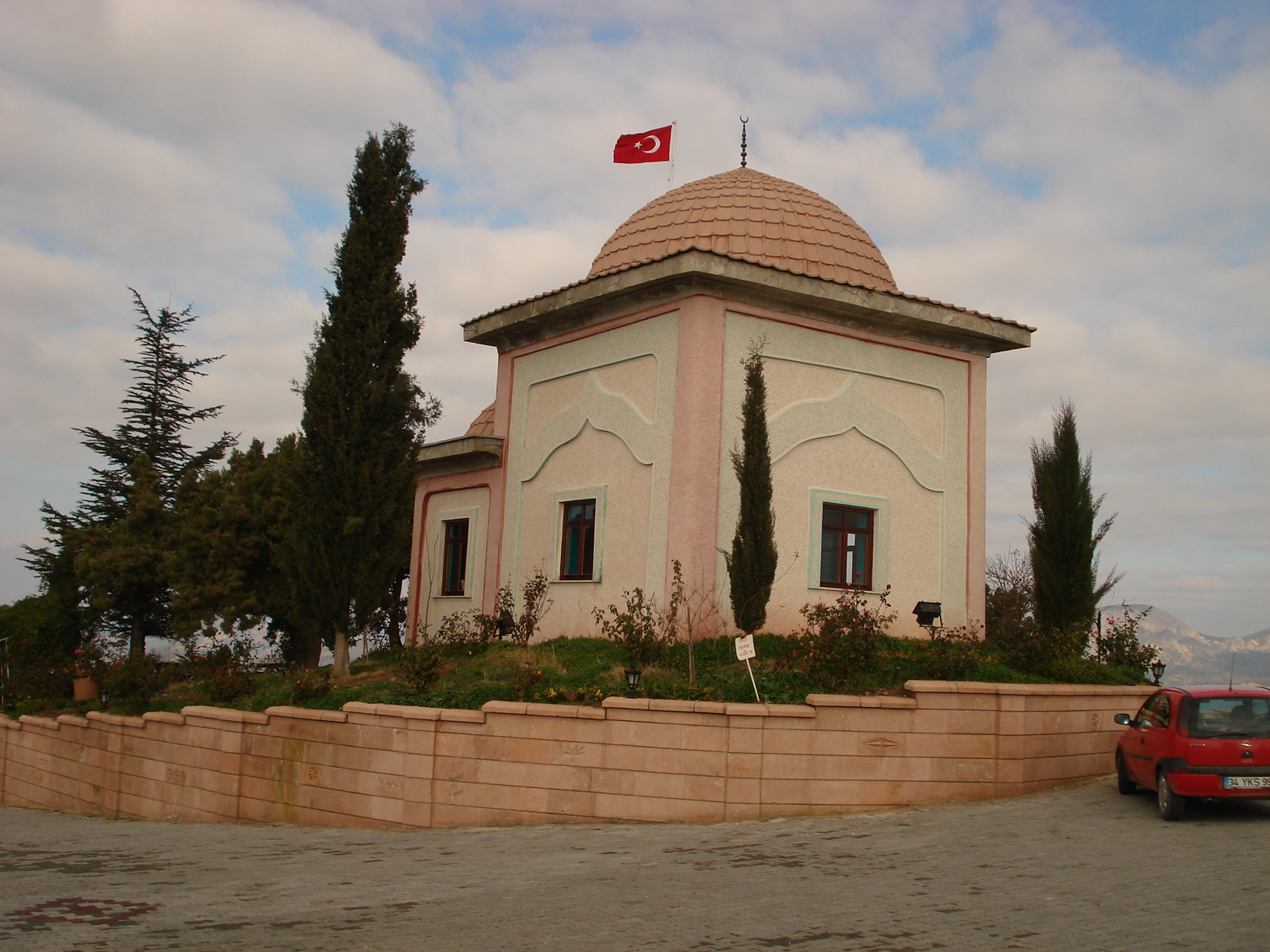